# Issawiya
Cet article possède un paronyme, voir Isawiyya.

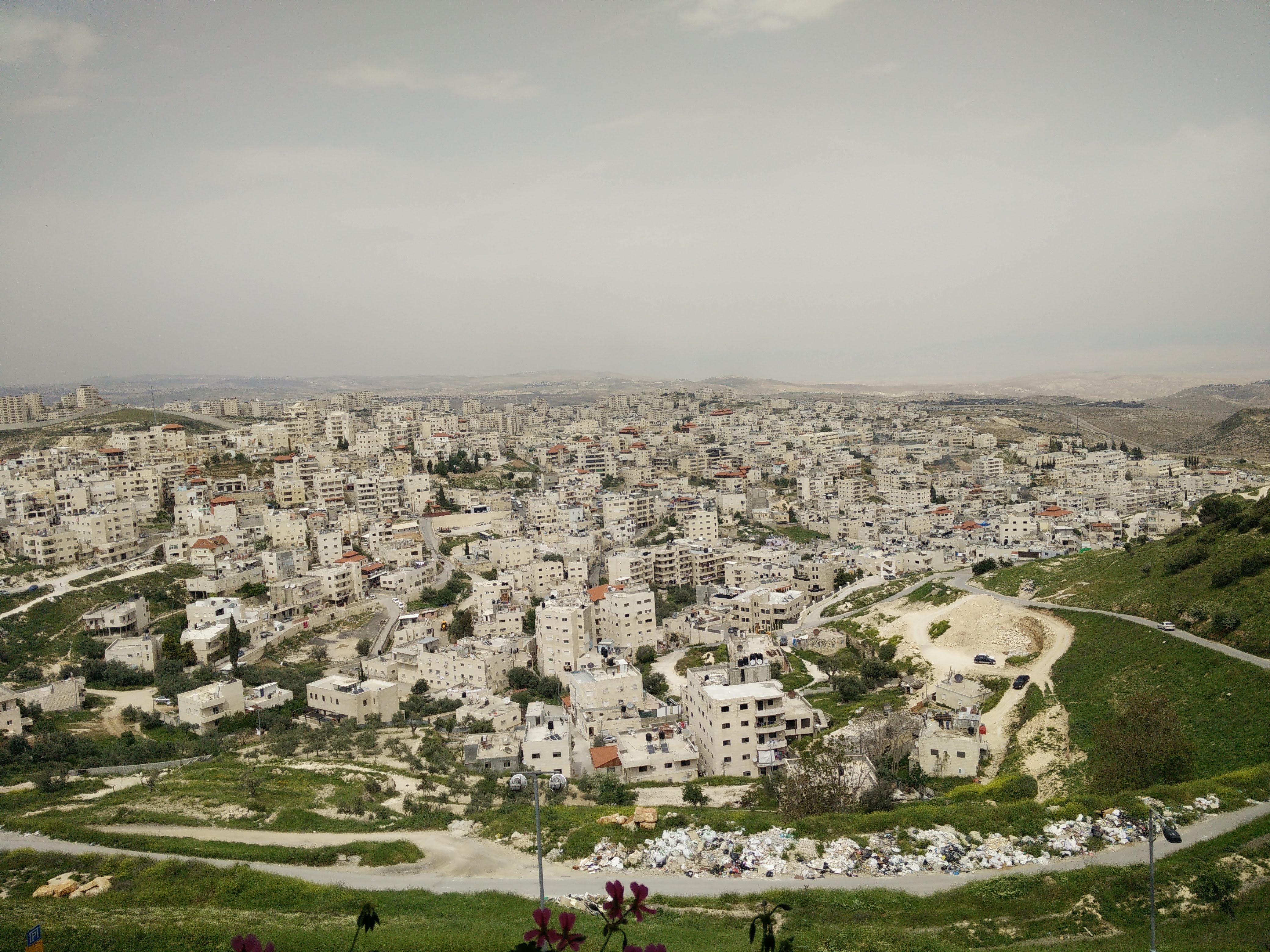
Al-Issawiya : vue depuis le Mont Scopus

Al-Issawiya (arabe : العيساوية) est un village arabe et un quartier de Jérusalem situé sur le Mont Scopus près du Centre médical Hadassah. Le village faisait partie d'une enclave démilitarisée de 1949 à 1967.